# Uruguaianoescocesos
Els uruguaianoescocesos (castellà: uruguayo-escoceses; anglès: Scottish Uruguayans) són els uruguaians d'ascendència escocesa, els avantpassats dels quals van emigrar des d'Escòcia i en alguns casos des de l'Ulster (Irlanda del Nord).

## Famílies polítiques
Els uruguaianoescocesos van tenir un paper important en la política nacional. N'hi ha dues famílies notables uruguaianoescoceses:
La família Stewart (oncle, neboda, nets)
- Duncan Stewart (President de l'Uruguai, 1894)
  - Matilde Pacheco Stewart de Batlle y Ordóñez (Primera dama de l'Uruguai, 1899, 1903-1907, 1911-1915), neboda de Duncan Stewart, esposa de José Batlle y Ordóñez.
    - César Batlle Pacheco (Diputat i senador), fill de José Batlle y Ordóñez.
    - Lorenzo Batlle Pacheco (Diputat i senador), fill de José Batlle y Ordóñez.
    - Rafael Batlle Pacheco, periodista, fill de José Batlle y Ordóñez.

La família Stirling (avi i net)
- Manuel Stirling (Diputat i senador)
  - Guillermo Stirling (Exministre de l'Interior), net de Manuel Stirling.

## Altres uruguaians d'ascendència escocesa
- Gordon Adams, president de la Unió Uruguaiana de Rugbi, 1963-71.[2]
- Sebastián Coates Nion, futbolista.
- Carlos Frick Davie (Exministre de Ramaderia, Agricultura i Pesca) 1968-1969
- John Harley, futbolista.
- Emil Montgomery, músic.
- Homar Murdoch.